# Сиповский, Василий Васильевич
Васи́лий Васи́льевич Сипо́вский (3 [15] апреля 1872 — 23 октября 1930) — русский и советский учёный-филолог, профессор. Представитель эволюционного метода в литературоведении. Писатель-беллетрист, автор романов, опубликованных под псевдонимом Новодворский В. Публикатор и редактор произведений русских писателей. Член-корреспондент АН СССР (1921).

## Биография
Родился 3 (15) апреля 1872 года в семье историка В. Д. Сиповского.
В 1894 году окончил историко-филологический факультет Санкт-Петербургского университета (учился у Л. Н. Майкова, А. И. Соболевского, А. Н. Веселовского, В. И. Саитова). Был школьным учителем; с 1897 года преподавал в Мариинском институте.
В 1899 году защитил магистерскую диссертацию по теме «Карамзин, автор Писем русских путешественников». С 1902 года — приват-доцент Санкт-Петербургского университета.
В 1909 году защитил докторскую диссертацию по истории русского романа XVIII века: Очерки из истории русского романа. Т. 1. Вып. 1 (XVIII век). — СПб., 1909. — X, 715, [3] с. — (Записки историко-филологического ф-та Санкт-Петербургского ун-та. Ч. 97) и в том же году получил за неё Ломоносовскую премию.
В 1910—1917 годах — преподаватель Бестужевских курсов. В 1911 году вновь был удостоен Ломоносовской премии за сочинение: Очерки из истории русского романа. Т. 1. Вып. 2. XVIII век. — СПб., 1910. — [4], 951 с., 1 л. картогр. — (Записки историко-филологического ф-та Санкт-Петербургского университета. Ч. 98).
В 1919—1922 годах — профессор и проректор Бакинского университета. С 10 декабря 1921 года — член-корреспондент Российской академии наук по Отделению русского языка и словесности (русская литература).
С 1922 года — профессор Петроградского (потом Ленинградского) университета. С 1923 — действительный член Научно-исследовательского института сравнительного изучения литератур и языков Запада и Востока при университете.
Умер в Ленинграде 23 октября 1930 года.
Его сын, П. В. Сиповский (1906—1963) — доктор медицинских наук, профессор.

## Филологические труды
«История русской словесности» Сиповского выдержала ряд изданий: 8-е изд. — Петроград, 1917.

### Книги
- Н. М. Карамзин, автор «Писем русского путешественника». — СПб., 1899.
- Онегин. Татьяна. Ленский. — СПб., 1899. (впервые: Русская старина[2])
- Пушкин, Байрон и Шатобриан. — СПб., 1899.
- Влияние «Вертера» на русский роман XVIII столетия. — СПб., 1906.
- Пушкин: Жизнь и творчество. — СПб.: бр. Башмаковы, 1907. — 618 с.
- Очерки из истории русского романа 18 века. Т.1. Вып. 1-2. — СПб., 1909—1910.
- История литературы как наука. — СПб., 1906; изд. 2: СПб., 1911.
- Лекции по истории русской литературы. — Баку, 1921—1922.
- Поэзия народа. Пролетарская и крестьянская лирика наших дней. — Петроград, 1923.

### Статьи
- Новый взгляд на историю литературы // Образование. — 1894.
- Русская жизнь XVIII века по романам и повестям // Русская старина. — 1906. — № 5—6.
- Следы влияния «Слова о полку Игореве» на русскую повествовательную литературу первой половины XIX столетия // ИпоРЯС. — 1930. — Т. 3, кн. 1. — С. 239—257.

## Романы В. В. Сиповского
- Новодворский В. Путешествие Эраста Крутолобова в Москву и Петербург в 30-х годах XIX столетия.
- Новодворский В. Коронка в пиках до валета.